# Boczki (instrumentologia)

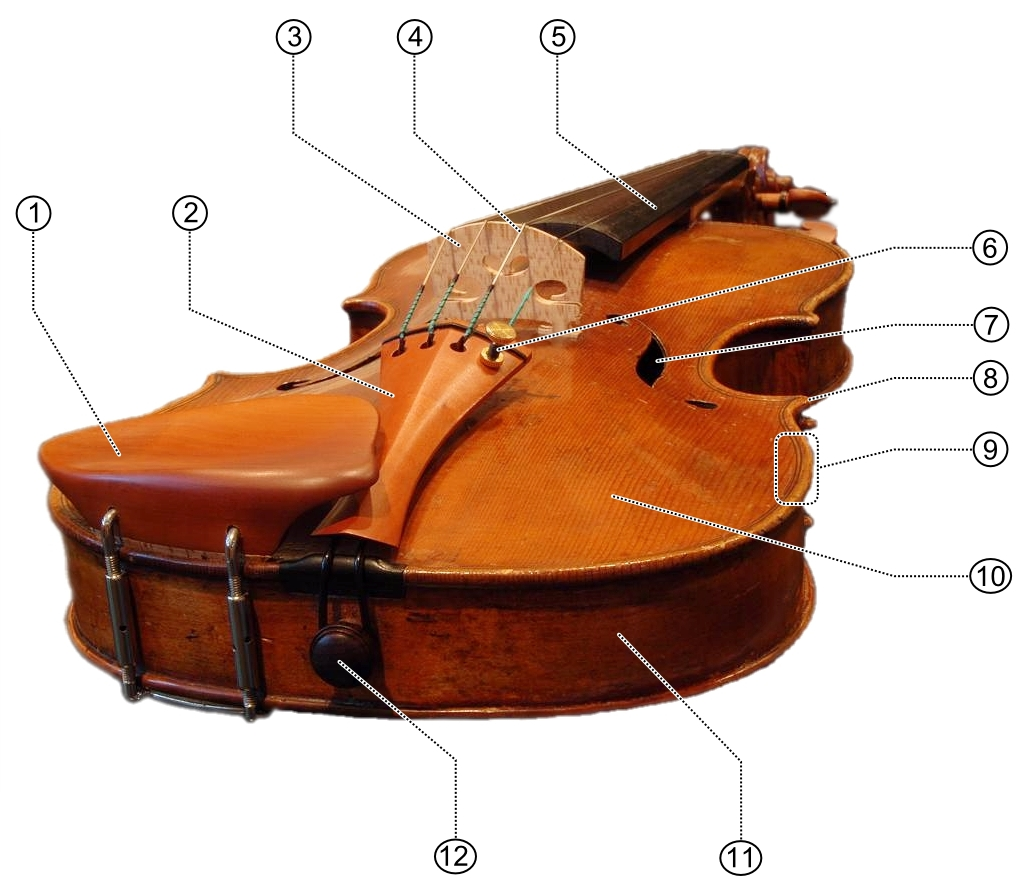
Skrzypce. Numerem 11 oznaczono boczki

Boczki – w niektórych instrumentach muzycznych z grupy chordofonów (np. w skrzypcach i w gitarze) ścianki pudła rezonansowego; cienkie listewki łączące górną i dolną płytę rezonansową.
W języku angielskim określane są terminem ribs, który jest wspólny dla boczków i innego elementu konstrukcyjnego pudła rezonansowego – żeber.
Drewniane boczki wytwarza się zazwyczaj przez formowanie na gorąco – listwy zanurza się na pewien czas w gorącej wodzie, a następnie układa w szablonie i pozostawia do wyschnięcia.